# Železniško postajališče Tekačevo
Železniško postajališče Tekačevo je eno izmed železniških postajališč v Sloveniji, ki oskrbuje bližnje naselje Tekačevo in zahodni del Rogaške Slatine.